# Domanico
Domanico ist eine italienische Gemeinde mit 930 Einwohnern (Stand 31. Dezember 2023) in der Provinz Cosenza in Kalabrien.
Das Gebiet der Gemeinde liegt auf einer Höhe von 760 m über dem Meeresspiegel und umfasst eine Fläche von 23 km². Domanico liegt etwa 15 km südlich von Cosenza. Die Nachbargemeinden sind Carolei, Dipignano, Grimaldi, Lago, Malito, Mendicino und Paterno Calabro.

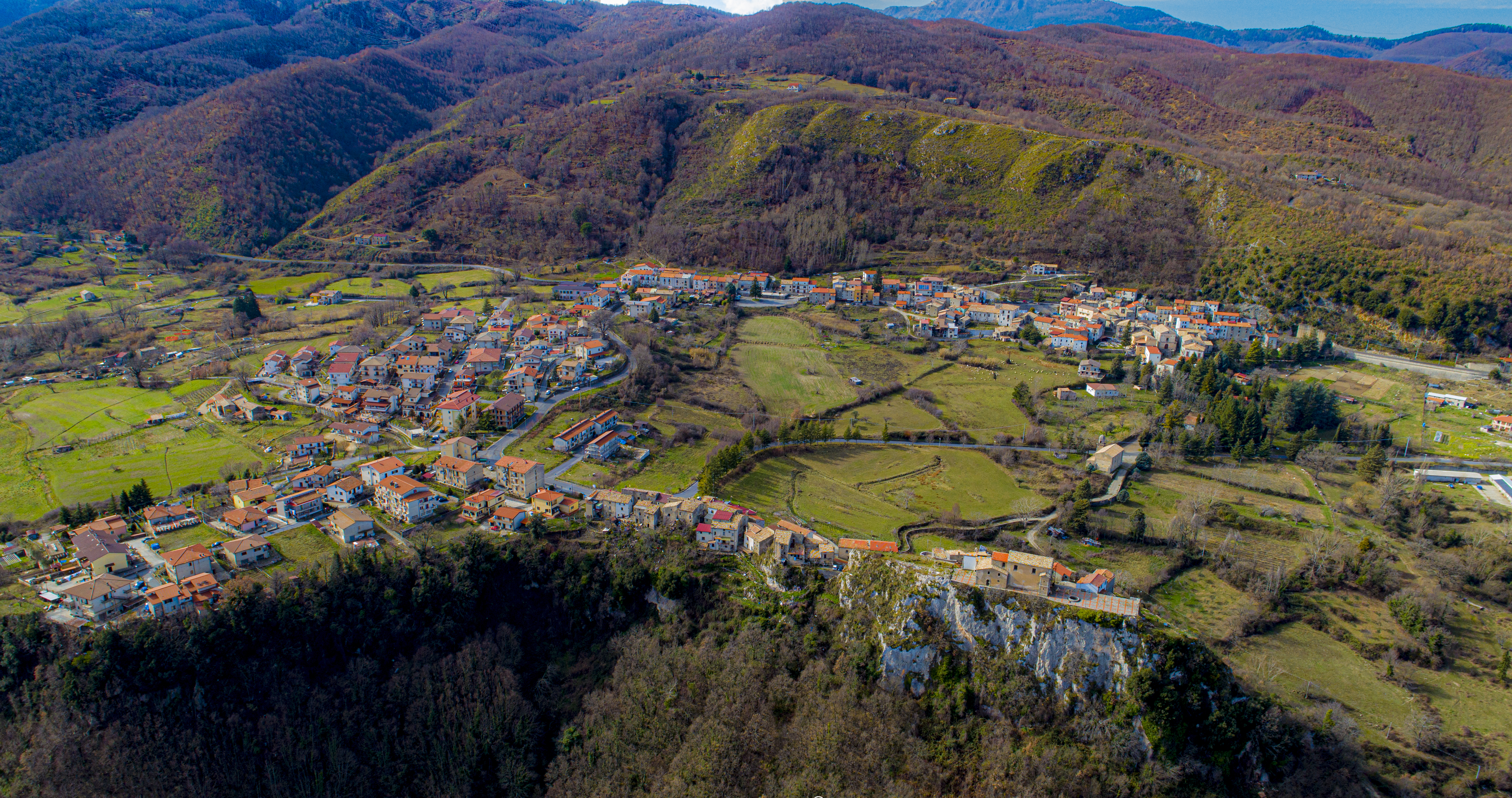
Ortsansicht